# Peromona
Peromona is een geslacht van hooiwagens uit de familie Podoctidae.
De wetenschappelijke naam Peromona is voor het eerst geldig gepubliceerd door Roewer in 1949. 

## Soorten
Peromona is monotypisch en omvat slechts de volgende soort:
- Peromona erinacea